# G. Averof
Averof, właściwie G. Averof (gr. Θ/Κ Γ.Αβέρωφ) – grecki krążownik pancerny zbudowany w 1911 roku we Włoszech, w służbie w marynarce greckiej do 1952 roku. Od 1985 roku okręt muzeum, jedyna zachowana jednostka swojej klasy na świecie. W literaturze jednostka ta znana jest również pod nazwą z pełnym imieniem: „Georgios Averof” (Γεώργιος Αβέρωφ), w polskiej transkrypcji: „Jeorjos Awerof”.
Odegrał decydującą rolę w działaniach morskich podczas I wojny bałkańskiej w latach 1912–1913, następnie uczestniczył w wojnie z Turcją lat 1919–1922. W 1935 roku jego załoga dołączyła do republikańskiego powstania, przewodząc zbuntowanym jednostkom. Podczas II wojny światowej został ewakuowany do Aleksandrii i uczestniczył w działaniach u boku Royal Navy. W październiku 1944 roku na jego pokładzie powrócili do Grecji rodzina królewska i członkowie rządu. Po zakończeniu czynnej służby został ostatecznie zachowany jako pamiątka narodowa.

## Zamówienie i budowa
Dążąc do unowocześnienia swojej floty, rząd grecki od 1907 roku prowadził poufne negocjacje z włoską stocznią Cantiere navale fratelli Orlando w Livorno, która w tym roku opracowała dla Grecji projekt krążownika pancernego, uzbrojonego w dwa działa kalibru 254 mm i szesnaście dział kalibru 152 mm. W tym samym 1907 roku stocznia ta przystąpiła do budowy krążownika pancernego prowizorycznie oznaczonego symbolem „X”. Plany oparto na nieznacznie zmodyfikowanym projekcie włoskich krążowników pancernych typu Pisa, którego dwa okręty: „Pisa” i „Amalfi” służyły w Regia Marina. W stosunku do typu Pisa przede wszystkim zmieniono uzbrojenie główne, z czterech dział kalibru 254 mm na działa kalibru 234 mm. W publikacjach najczęściej spotykana jest informacja, że była to budowa spekulacyjna bez konkretnego zamówienia, ewentualnie podjęta z myślą o zamówieniu greckim. Według jednak innych źródeł, okręt był budowany dla marynarki włoskiej, lecz zamówienie następnie anulowano. W 1909 roku Grecja oficjalnie rozpoczęła rozmowy ze stocznią Orlando na temat zamówienia nowoczesnego krążownika pancernego i stocznia zaoferowała znajdujący się w budowie okręt. Jednostka w założeniu miała przewyższać każdy okręt, jakim w owym czasie dysponowała flota turecka, potencjalny przeciwnik Grecji w regionie. Zainteresowanie zgłosiło też kilka kolejnych państw, w tym Turcja. Warunkiem była wpłata zaliczki, w wysokości 250 000 funtów szterlingów w złocie (25% planowanych kosztów budowy). Ponieważ szybkie wyasygnowanie takiej kwoty nie leżało w możliwościach greckiej marynarki, z pomocą pospieszyli wykonawcy testamentu zmarłego w 1898 roku kupca, przemysłowca, działacza społecznego i filantropa Jeorjosa Awerofa decydując, że środki, które fundator pozostawił na budowę krążownika szkolnego jego imienia dla greckiej floty, można spożytkować na sfinansowanie 1/3 kosztu nowego krążownika pancernego – co umożliwiło szybkie dostarczenie zadatku. Wobec tego kontrakt na budowę okrętu został podpisany z Grecją. 

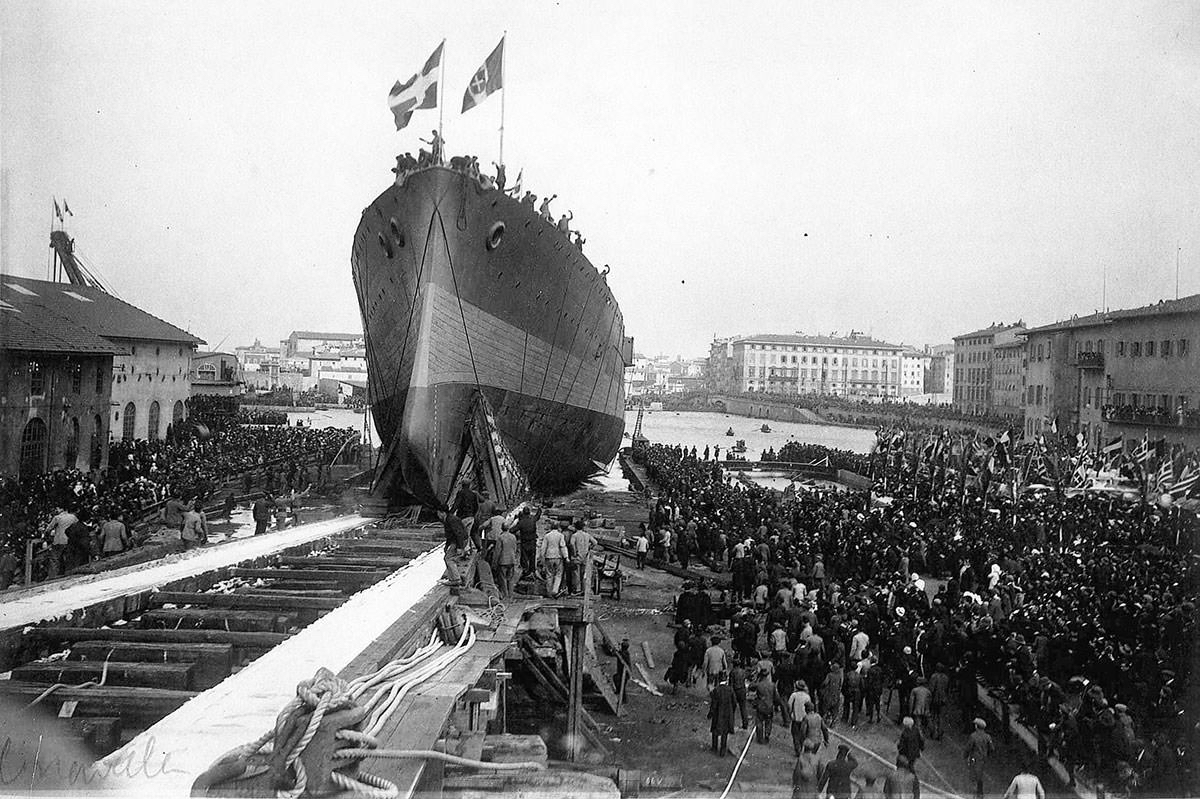
Wodowanie okrętu, 1910 rok

Stępkę pod budowę położono w 1907 roku. Ceremonia wodowania odbyła się 12 marca 1910 roku, w jej trakcie jednostce nadano imię na cześć fundatora Jeorjosa Awerofa. Oficjalna nazwa okrętu nie obejmowała pełnego imienia, a na burtach była zapisana w formie: „G. Averof” (Γ.ΑΒΕΡΩΦ). Po okresie prac wyposażeniowych oraz prób morskich, 16 maja 1911 roku okręt został przyjęty do służby. Stanowił wówczas najbardziej wartościowy okręt floty greckiej, będąc jednocześnie ostatnim zbudowanym na świecie krążownikiem pancernym (wobec zdeklasowania ich przez krążowniki liniowe). Ogólny koszt budowy wyniósł równowartość 950 750 funtów szterlingów, co stanowiło równowartość 6962 kg czystego złota. Z tego 8 mln drachm pochodziło z 1/5 spadku Jeorjosa Awerofa, a pozostałe 14,3 mln z Narodowego Funduszu Floty.

## Opis konstrukcji

### Charakterystyka ogólna

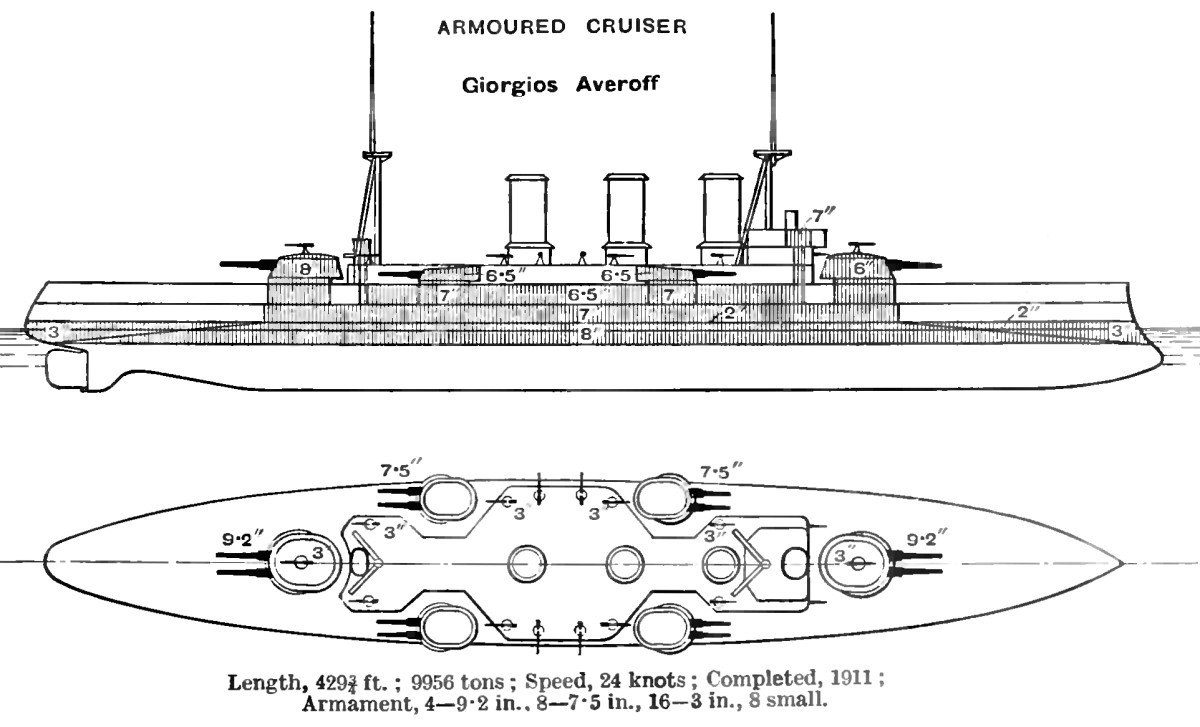
Rzut boczny i górny krążownika „Averof” ze schematem opancerzenia

Konstrukcja krążownika pancernego „Averof” była bardzo zbliżona do włoskiego typu Pisa – z niskimi nadbudówkami na śródokręciu, dwoma trójnożnymi masztami za pomostem bojowym i ostatnim kominem oraz trzema kominami o okrągłym przekroju. Kadłub miał typowy dla ówczesnych okrętów dziób taranowy. Na rufie znajdowała się galeryjka admiralska, nad nią umieszczono herb Grecji i tablicę z nazwą okrętu.
Przy długości całkowitej 140 m i szerokości maksymalnej 21 m, wyporność konstrukcyjna została określona na 9958 ton angielskich (ts), a pełna na 10 200 ts (dane w innych źródłach różnią się nieznacznie). Średnie zanurzenie przy wyporności pełnej wynosiło 7,5 m.
Załoga według etatu czasu pokoju liczyła około 550 osób, według etatu wojennego wzrastała do około 670. Oficerowie zajmowali kabiny w rufowej części okrętu, marynarze kubryki na dziobie, hamaki rozwieszano też w przestrzeniach na śródokręciu

### Urządzenia napędowe
Napęd okrętu stanowiły dwie pionowe, czterocylindrowe maszyny parowe potrójnego rozprężania o łącznej projektowanej mocy indykowanej 19 000 KM, zbudowane przez zakłady Ansaldo z Genui. Poruszały one dwa wały napędowe z trójłopatowymi śrubami. Parę do maszyn dostarczały 22 kotły wodnorurkowe francuskiego typu Belleville, opalane węglem, o ciśnieniu roboczym 21 at. Całość siłowni podzielona była na cztery pomieszczenia kotłowni oraz dwie maszynownie.
Projektowana prędkość maksymalna wynosiła 22,5 węzła, na próbach osiągnięto 23,9 węzła przy zmierzonej mocy 21 500 KM. Maksymalny zapas paliwa wynoszący 1500 ton węgla pozwalał przepłynąć 2600 mil morskich przy prędkości ekonomicznej 12 węzłów.
Do zasilania instalacji elektrycznej okręt posiadał dwie prądnice napędzane pomocniczymi silnikami parowymi. Inne silniki parowe poruszały również kabestany kotwic.

### Uzbrojenie

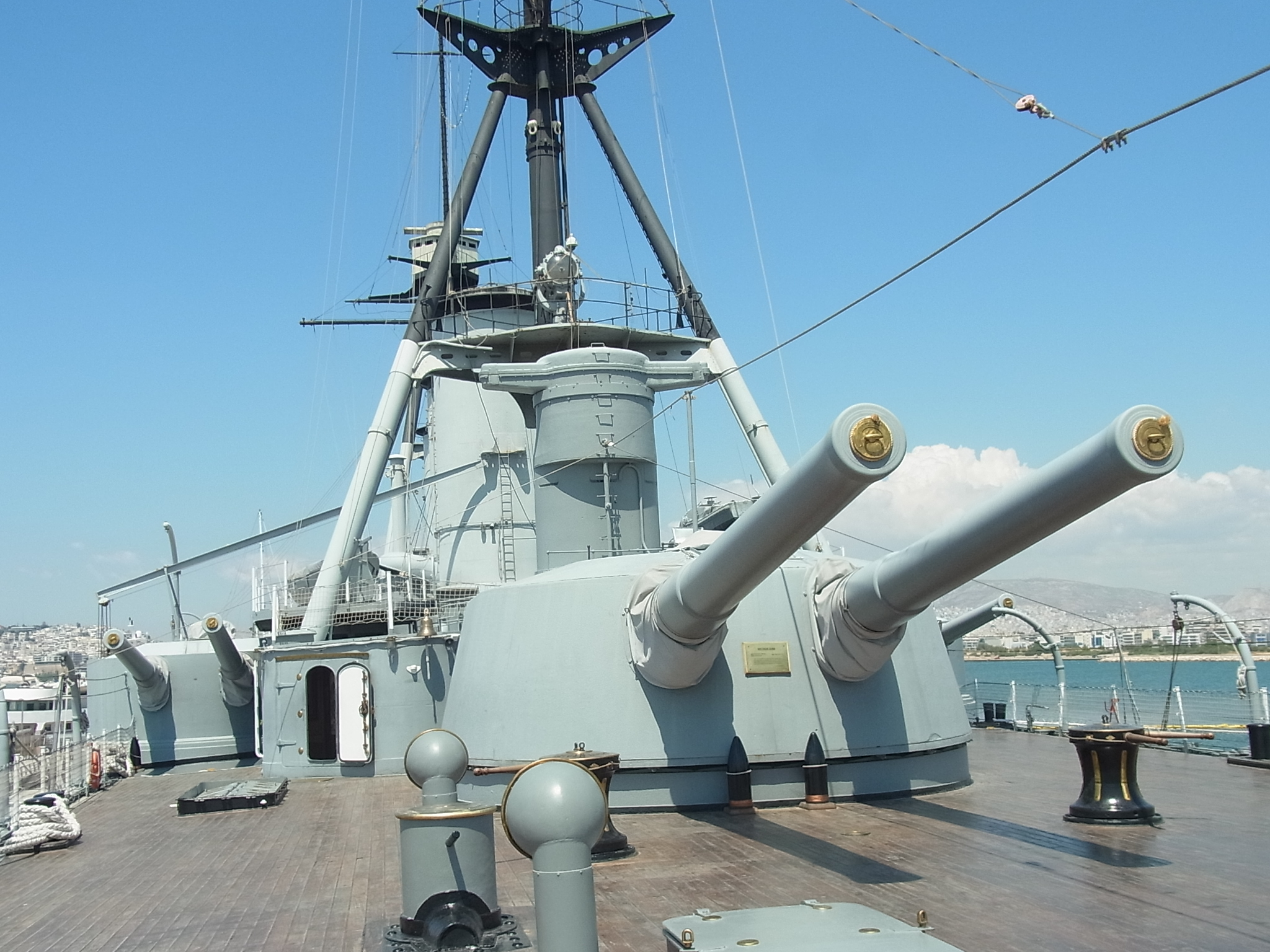
Rufowa wieża dział 234 mm i lewoburtowa wieża dział 190 mm

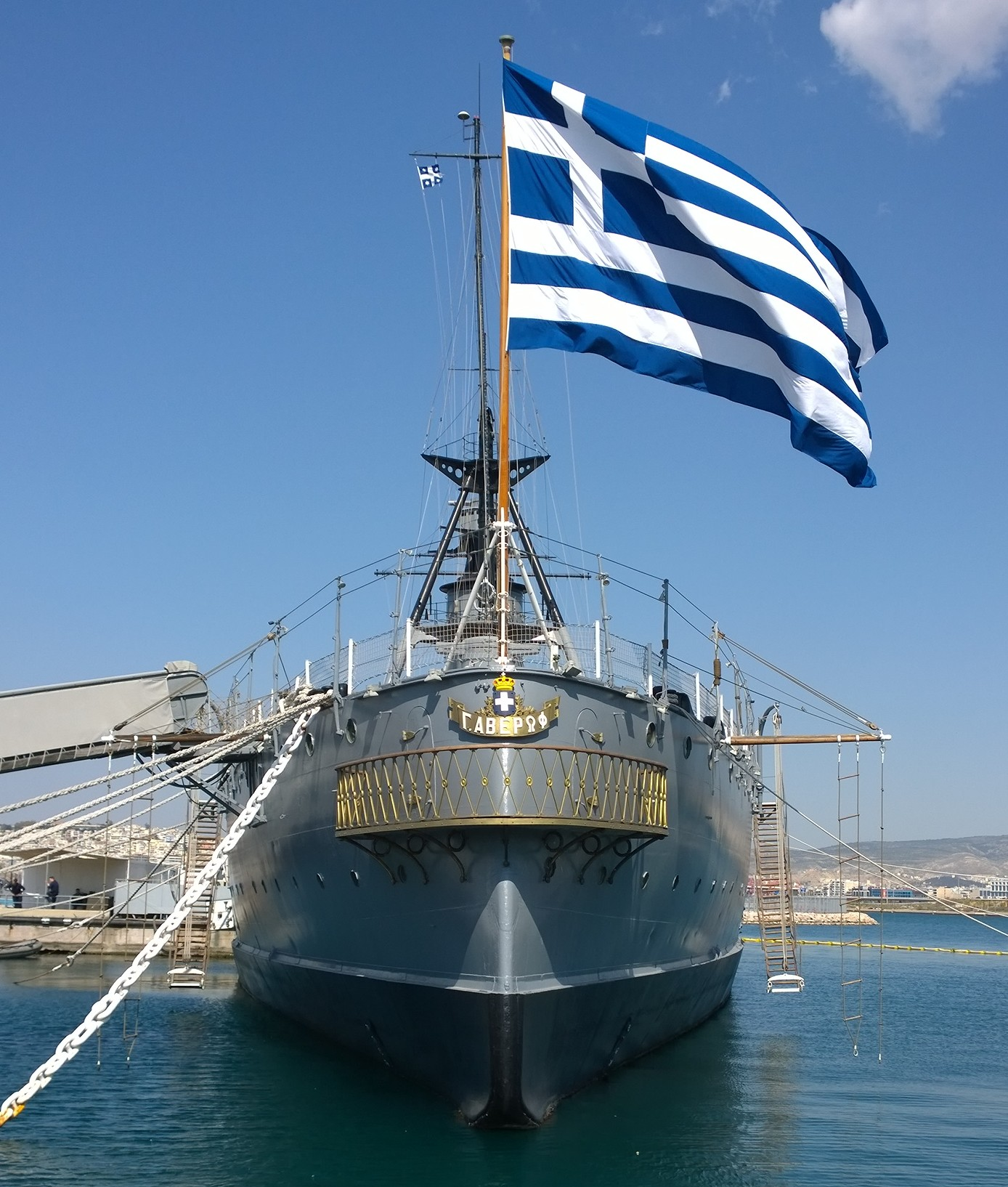
„G. Averof” od rufy – widoczna galeryjka admiralska i tabliczka z nazwą

Główne uzbrojenie artyleryjskie krążownika składało się z dział dwóch kalibrów produkcji brytyjskich zakładów zbrojeniowych koncernu Armstronga. Cztery armaty Mk X kal. 234 mm o długości lufy 45 kalibrów (L/45) były umieszczone po dwie w wieżach na dziobie i rufie okrętu. Przy maksymalnym kącie podniesienia równym 30° ich donośność wynosiła 23 500 m dla pocisku o masie 172,4 kg. Osiem armat kal. 190 mm o długości lufy 45 kalibrów w czterech dwudziałowych wieżach znajdowało się na śródokręciu, po dwie wieże na każdej burcie. Ich barbety wystawały nieco poza obrys kadłuba.
Do zwalczania mniejszych celów służyło początkowo 18 szybkostrzelnych dział kal. 76 mm i 4 działa kal. 47 mm. Pierwotnie na krążowniku zainstalowano trzy podwodne wyrzutnie torped kal. 450 mm. Dwie wyrzutnie były w burtach na wysokości pomostu dowodzenia, a jedna w stewie rufowej, nad maszynką sterową. Wyrzutnię rufową zdjęto jeszcze pod koniec 1912 roku. Pozostałe wyrzutnie torpedowe zdemontowano w latach 1925-27 jako nieprzydatne. W odróżnieniu od wcześniejszych konstrukcji, „Awerof” nie miał zainstalowanej artylerii średniego kalibru w kazamatach, jedynie dwa działa kal. 76 mm znajdowały się w zasłoniętych klapami wnękach nadbudówki dziobowej. Część dział zastąpiono w trakcie modernizacji pod koniec lat 20. artylerią przeciwlotniczą (szczegóły w sekcji o służbie okrętu).
System kierowania ogniem był prosty, składał się z trzech dalmierzy optycznych, umieszczonych na szczycie pomostu bojowego, marsie masztu przedniego oraz na nadbudówce rufowej. Służyły one do naprowadzania na cel dział dwóch kalibrów artylerii głównej, pozostałe uzbrojenie naprowadzane było indywidualnie.

### Opancerzenie
Opancerzenie wykonane ze stali pancernej Kruppa przez włoskie zakłady Terni składało się z burtowego pasa pancernego grubości do 200 mm i wysokości około 3,5 m, rozciągającego się na linii wodnej pomiędzy barbetami wież artylerii głównej. Nad nim znajdował się drugi pas, grubości 175–180 mm i wysokości około 1,5 m, chroniący śródokręcie na odcinku pomiędzy barbetami wież artylerii sekundarnej. Pozostałe powierzchnie burt były pokryte pancerzem grubości do 83 mm. Pancerz horyzontalny stanowił główny pokład pancerny grubości 50 mm, łączący się skosami z głównym pasem burtowym. Wieże artyleryjskie miały pancerz grubości do 140 mm (według innego źródła do 203 mm), ich barbety do 190 mm, zaś stanowiska dowodzenia 180 mm.

## Przebieg służby
Po podniesieniu greckiej bandery „G. Awerof” został wysłany bezpośrednio z Włoch do Wielkiej Brytanii, gdzie wziął udział w rewii morskiej z okazji koronacji króla Jerzego V. Rewia odbyła się 24 czerwca 1911 roku na redzie Spithead, a grecki krążownik zamykał szereg uczestniczących w niej zagranicznych okrętów. W trakcie pobytu na wodach brytyjskich okręt wszedł na mieliznę w pobliżu Portsmouth, co poskutkowało zmianą dowódcy krążownika. Dotychczasowego dowódcę, komandora Damiano, zastąpił przysłany w tym celu w Grecji komandor Pawlos Kunduriotis. Przyprowadził on okręt do portu wojennego w Pireusie. Napięte stosunki międzynarodowe z Turcją spowodowały w drugiej połowie 1912 roku postawienie floty w stan gotowości bojowej, a Kunduriotis został mianowany jej Głównodowodzącym.
W Wielkiej Brytanii na krążownik miała zostać dostarczona amunicja do dział Armstronga, ale wobec napiętej sytuacji międzynarodowej na Bałkanach rząd brytyjski nałożył embargo na dostawy broni do Grecji. W związku z tym „Awerof” odpłynął do kraju bez ostrej amunicji na pokładzie, jedynie z 25 pociskami ćwiczebnymi na wieżę. Dostarczono ją ostatecznie wczesną jesienią 1912 roku bez zgody władz brytyjskich, na greckim frachtowcu.

### Wojny bałkańskie

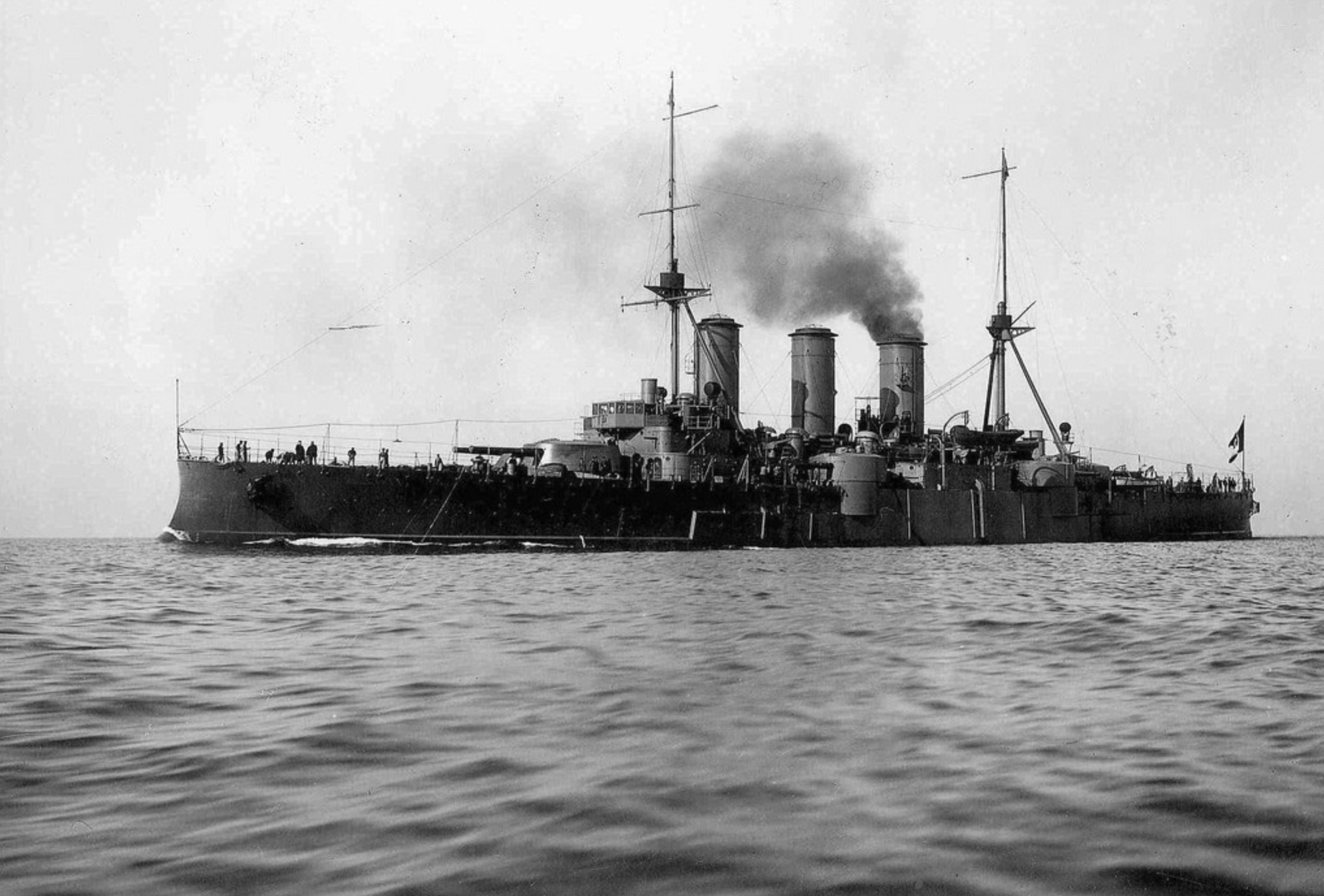
„Awerof” około 1913 roku

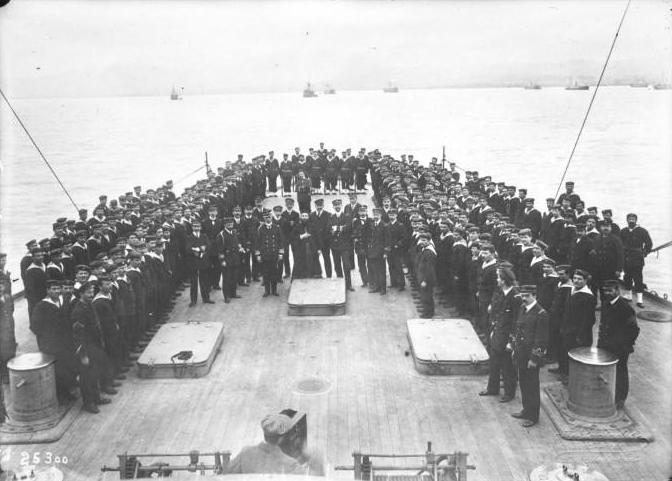
Admirał Kunduriotis i załoga „Awerofa” na jego pokładzie, 1912 rok

I wojna bałkańska wybuchła 8 października, a Grecja wystąpiła przeciwko Turcji 19 października 1912 roku. Na lądzie greckie wojska uderzyły w kierunku Salonik, na morzu skierowały się ku wyspom północnej części Morza Egejskiego. 21 października flota grecka, z krążownikiem „Averof” jako okrętem flagowym, zdobyła wyspę Lemnos, gdzie w zatoce Mudros urządzono kotwicowisko. Tam na krążownik załadowano amunicję z przybyłego z Wielkiej Brytanii frachtowca. Jako kolejne zdobyto wyspy Psara, Samotraka, Tasos, Lesbos, Skiatos, Athos, Chios oraz Imroz, nie napotykając przeciwdziałania ze strony marynarki tureckiej, zaangażowanej w walki przeciwko Bułgarii na Morzu Czarnym.
Turcy zorganizowali kontrakcję na morzu dopiero w grudniu 1912 roku, po zawarciu rozejmu z Bułgarią. 16 grudnia flota turecka starła się z grecką niedaleko przylądka Elli przy wejściu do Dardaneli. Dzięki przewadze prędkości swojego okrętu flagowego i śmiałemu działaniu Kunduriotisa (który został w międzyczasie mianowany kontradmirałem), Grecy rozstrzygnęli bitwę na swoją korzyść, zmuszając okręty tureckie do odwrotu w kierunku Dardaneli. „Averof” otrzymał w czasie godzinnej wymiany ognia trzy bezpośrednie trafienia w pokład łodziowy i w komin. Odłamki pocisków zabiły jednego marynarza i raniły dziewięciu.
Po bitwie koło przylądka Elli greckie okręty powróciły na kotwicowisko przy Lemnos. Flota turecka próbowała nielicznych wypadów w celu wprowadzenia chaosu wśród lekkich okrętów patrolujących wejście do Dardaneli, ale nie zdecydowała się na poważniejszą akcję aż do stycznia 1913 roku. W połowie miesiąca krążownik pancernopokładowy „Hamidiye” przedarł się niespostrzeżenie przez blokadę i rozpoczął działania przeciwko greckim liniom komunikacyjnym. Władze w Atenach zażądały od Kunduriotisa ścigania rajdera, lecz ten odmówił, podejrzewając iż jest to turecka prowokacja, mająca odciągnąć jego flotę od Dardaneli. 18 stycznia tureckie pancerniki ponownie opuściły cieśninę, licząc na zaskoczenie Greków w zatoce Mudros. Kunduriotis, ostrzeżony przez przebywający na patrolu niszczyciel „Leon”, zdecydował się podjąć bitwę na dogodnych dla siebie warunkach, daleko od tureckich baterii nadbrzeżnych. Flota grecka wypłynęła z zatoki Mudros. Także w wynikłej bitwie koło Lemnos Grecy, wykorzystując przewagę szybkości swojego krążownika, zagrozili odcięciem osmańskiego zespołu od Dardaneli i zmusili go do wycofania się. „Awerof” został niegroźnie trafiony czterema pociskami, tracąc jednego zabitego i czterech rannych członków załogi. Była to już ostatnia turecka próba odzyskania panowania nad północną częścią Morza Egejskiego i dzięki śmiałym działaniom Kunduriotisa, dysponującego nowoczesnym okrętem flagowym, Grecja utrzymała zajęte na początku I wojny bałkańskiej wyspy. Ocenia się, że tylko dzięki krążownikowi pancernemu Grecy zmusili Turków do odwrotu w obu bitwach morskich, i w konsekwencji, bez niego mogli nie wygrać wojny.
„Awerof” nie uczestniczył aktywnie w działaniach morskich podczas II wojny bałkańskiej, w której zaangażowanie marynarki greckiej sprowadzało się do ochrony własnych szlaków komunikacyjnych, realizowanej siłami mniejszych okrętów. W tym okresie greckie dowództwo rozważało plan częściowego przezbrojenia krążownika w działa większego kalibru 254 mm, jednak ostatecznie projekt nie zyskał akceptacji. W 1914 roku, tuż przed wybuchem I wojny światowej, Grecja wzmocniła swoją flotę, zakupując w Stanach Zjednoczonych dwa pancerniki generacji przeddrednotów: „Mississippi” i „Idaho”, nazwane odpowiednio „Kilkis” i „Lemnos”, na cześć greckich zwycięstw w wojnach bałkańskich.

### I wojna światowa

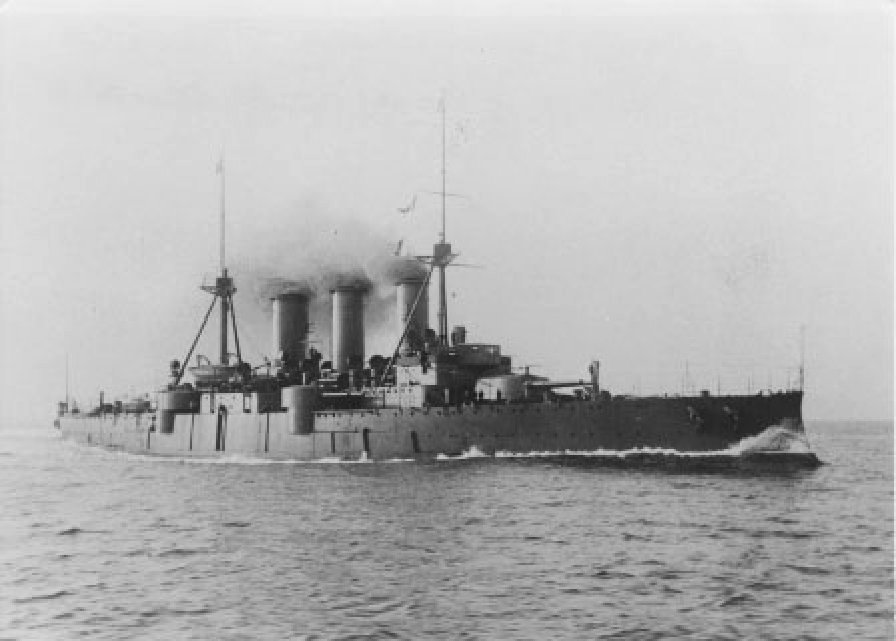
„Awerof” w początkowym okresie służby

W pierwszych latach wielkiej wojny Grecja pozostawała neutralna. Od lutego 1915 roku jej flota postawiona została w stan podwyższonej gotowości w związku z walkami toczącymi się w nieodległej Cieśninie Dardanelskiej. Na przełomie 1915 i 1916 roku wojska ententy opanowały Korfu i rejon Salonik, we wrześniu 1916 roku flota sprzymierzonych zablokowała, a następnie zajęła okręty greckie w bazie morskiej na wyspie Salamina. Mniejsze jednostki zostały obsadzone przez francuskich marynarzy i włączone do Marine nationale, większe: oba pancerniki oraz „Awerof” rozbrojone i pozostawione jedynie ze szkieletowymi załogami. W styczniu 1917 roku sojusznicy wystosowali do rządu greckiego ultimatum, żądając przejścia Grecji na ich stronę, a po jego odrzuceniu przez proniemiecko nastawionego króla Konstantyna I rozpoczęli przygotowania do podjęcia akcji zbrojnej. W razie oporu Greków Francuzi zamierzali zniszczyć okręty internowane na Salaminie.
Zdecydowana interwencja zbrojna Francji w czerwcu 1917 roku doprowadziła do abdykacji Konstantyna I na rzecz jego syna Aleksandra i przejęcia rządów przez proalianckiego premiera Elefteriosa Wenizelosa. 2 lipca Grecja wypowiedziała wojnę państwom centralnym. Francuzi zwolnili wówczas internowane okręty, które po długim postoju bez odpowiedniej konserwacji były mocno zdewastowane, wobec czego „Awerof” nie wziął czynnego udziału w działaniach wojennych. W 1918 roku otrzymał pojedyncze działo przeciwlotnicze kal. 76 mm, a na początku następnego roku przepłynął do stoczni na Malcie, gdzie dokonano niezbędnego remontu oraz konserwacji podwodnej części kadłuba.

### Okres międzywojenny
Po ukończeniu remontu „Averof” wziął udział w działaniach przeciwko Turcji. Wraz z pancernikami „Klikis” i „Lemnos” wszedł w skład alianckiej eskadry, która miała nadzorować wykonywanie przez Turcję postanowień zawieszenia broni z 30 października 1918 roku. 15 maja 1919 roku osłaniał lądowanie wojsk greckich w Smyrnie. Następnie z większością floty przeszedł przez Bosfor na Morze Czarne, gdzie jego artyleria aktywnie wspierała działania wojsk lądowych, bombardując pozycje tureckie. Po załamaniu się ofensywy na lądzie, odsłaniał odwrót armii i ewakuację ludności cywilnej z Azji Mniejszej. Między innymi w dniach od 10 do 13 września 1922 roku bombardował pozycje wojsk tureckich pod Pandermą.
W latach 1925–1927 „Averof” przeszedł remont generalny, połączony z modernizacją, we francuskiej stoczni Société Nouvelle des Forges et Chantiers de la Méditerranée w La Seyne (równocześnie w tej samej stoczni modernizowano krążownik lekki „Elli”). Remont obejmował między innymi: przegląd i renowację poszycia; wymianę kotłów parowych na nowe; instalację nowego, trójnożnego masztu przedniego z umieszczonym na jego szczycie dalmierzem o bazie 6 m; montaż dwóch dalmierzy o bazie 3,5 m na dachach głównego i zapasowego stanowisk dowodzenia; wymianę reflektorów bojowych; częściowe przezbrojenie okrętu. Zdemontowano wyrzutnie torpedowe oraz połowę dział kal. 76 mm (pozostało osiem) i wszystkie cztery działa 47 mm, instalując cztery działa przeciwlotnicze kal. 76 mm i cztery, a ostatecznie pięć automatycznych armat kal. 40 mm „pom-pom”. Koszt remontu wyniósł w przeliczeniu około 140 tys. ówczesnych funtów brytyjskich. W latach 30. jeszcze działka 40 mm zamieniono na sześć niemieckich pojedynczych półautomatycznych armat kalibru 37 mm C/30.

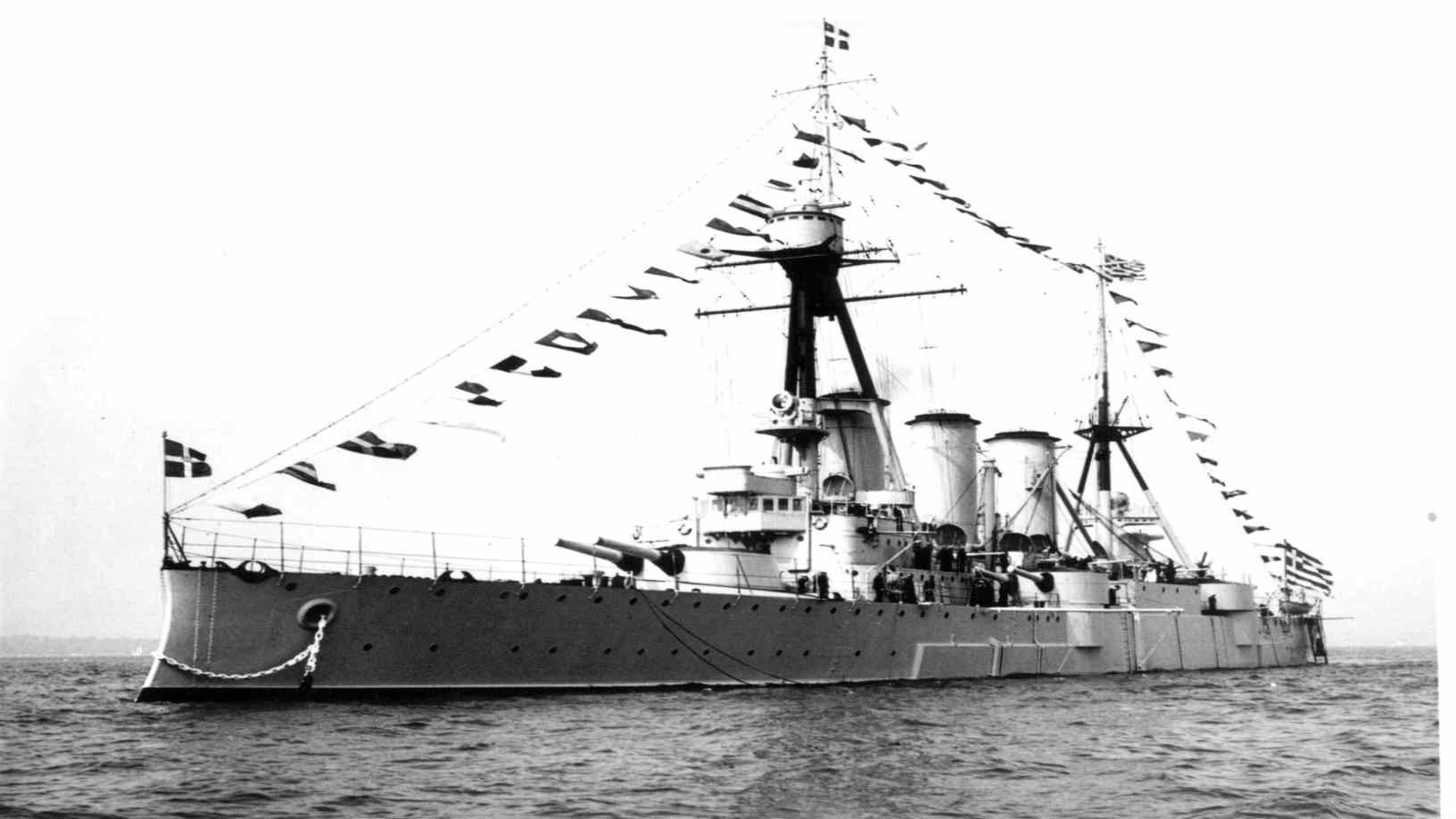
„Awerof” podczas rewii morskiej w Spithead, 1937 rok

Po zakończeniu remontu okręt powrócił do kraju, pełniąc głównie funkcję okrętu szkolnego. W marcu 1935 roku część załogi krążownika wzięła udział w republikańskim powstaniu, skierowanym przeciwko podejrzewanemu o rojalistyczne nastawienie rządowi premiera Tsaldarisa. 1 marca jego oficerowie opanowali główny arsenał bazy morskiej w Salaminie, po czym podjęli próbę przejęcia innych stacjonujących tam okrętów. Udało im się to jedynie w przypadku krążownika „Elli” i kilku mniejszych jednostek, których załogi dołączyły do powstania. Następnego dnia oddziały wierne rządowi zablokowały wyjście z bazy, jednak zbuntowana eskadra, dowodzona przez emerytowanego wiceadmirała Ioannisa Demestichasa na „Averofie”, po ostrzelaniu pozycji wojsk lądowych, urządzeń portowych oraz pozostających w bazie okrętów, wypłynęła z Zatoki Sarońskiej i podążyła w stronę Krety. Próby negocjacji podjęte podczas pobytu eskadry na wodach w pobliżu wyspy Milos nie dały rezultatu, i rząd ogłosił, że zbuntowane okręty i ich załogi zostały uznane za jednostki pirackie i wyjęte spod prawa. Jeszcze po południu 2 marca lotnictwo rządowe przeprowadziło naloty na eskadrę, dwa spośród atakujących samolotów zostały zestrzelone przez artylerzystów „Averofa”. 3 marca powstańcy dopłynęli do portu w Chanii, gdzie wsparli siły republikańskie w toczących się walkach. Wieczorem, podczas kolejnego nalotu, krążownik został trafiony bombą lotniczą, odnosząc nieznaczne uszkodzenia. Następnie eskadra przepłynęła do Zatoki Suda. Aby wesprzeć przybierające na sile powstanie, okręty zbuntowanej eskadry operowały w następnych dniach w północnej części Morza Egejskiego, powodując przejście na stronę republikanów wysp: Samos, Chios, Lesbos, Limnos i Tasos. 8 marca, po powrocie do Zatoki Suda, „Awerof” został ponownie zaatakowany przez lotnictwo, a jego artylerzyści zestrzelili kolejne dwa samoloty. Okręt znów został nieznacznie uszkodzony, a dwóch marynarzy poniosło śmierć. Wkrótce na skutek nacisków mocarstw, przewagi sił rządowych oraz rozdźwięków wśród przywódców powstania, zaczęło ono wygasać. 12 marca na pokład „Awerofa” weszli główni przywódcy spisku z Elefteriosem Wenizelosem na czele, którzy zostali przewiezieni na wyspę Kasos na Dodekanezie. Następnie okręt powrócił do bazy w Salaminie i 13 marca zbuntowana załoga oddała się w ręce władz.
20 maja 1937 roku „G. Averof” wziął udział w rewii morskiej, która odbyła się na redzie Spithead dla uczczenia koronacji króla Jerzego VI (był jedynym okrętem, który uczestniczył także w rewii koronacyjnej jego ojca w 1911 roku). Również w 1937 roku krążownik popłynął z wizytą kurtuazyjną do Stambułu. Miała ona na celu poprawę stosunków grecko-tureckich (porty greckie rewizytował wkrótce turecki krążownik liniowy „Yavuz”). Wobec nie najlepszego stanu technicznego starego i przestarzałego koncepcyjnie okrętu, jakim był w końcu lat 30. XX wieku „Awerof”, był on wykorzystywany jedynie jako jednostka szkolna i pozostawał w linii jedynie z powodu braku funduszy na budowę następcy.

### II wojna światowa
Już po agresji włoskiej, wciąż jako okręt flagowy floty, jednak faktycznie wycofany z czynnej służby, krążownik zakotwiczono na Zatoce Eleuzyjskiej (nieopodal Aten). Zużyty napęd nie gwarantował prędkości wyższej niż 12 węzłów, a nie napłynęły z Belgii części zamienne do kotłów, zamówione w 1939 roku. Po agresji niemieckiej i serii niemieckich ataków bombowych na zgrupowane w Elefsinie, Salaminie i w Pireusie okręty greckie – „Awerof” strącił wtedy jeden z samolotów – po załamaniu się frontu, okręt planowano zatopić, z uwagi na niską wartość bojową i niedokonany remont maszynowni. 12 kwietnia 1941 roku nadszedł rozkaz demontażu uzbrojenia i opuszczenia jednostki przez załogę, odwołany następnego dnia. 17 kwietnia wydano rozkaz honorowego zatopienia okrętu. Wtedy około 300 ochotników, kierowanych przez oficera artylerii, komandora porucznika Panajotisa Damilatisa, jednego z chorążych o nazwisku Iliomarkakis i kapelana floty, ks. D. Nikolopulosa, ignorując polecenia dowództwa, późną nocą, opanowując uprzednio wartownię, sterującą pływającą przeszkodą, doprowadziło do wyjścia okrętu w morze. Korzystając ze ścigacza okręt dogonił dowódca Ioannis Wlachiopulos, przejmując dowodzenie. Dopiero następnie dowódca Marynarki Wojennej nadesłał depeszę: Bóg z wami. Porozumiewam się z sojusznikami w sprawie waszego wypłynięcia. Po dołączeniu do brytyjskiego konwoju AS-129, 22 kwietnia 1941 roku „Awerof” dotarł do bazy Royal Navy w Aleksandrii, a w lipcu przepłynął Kanał Sueski, kierując się do Port Sudan nad Morzem Czerwonym. 

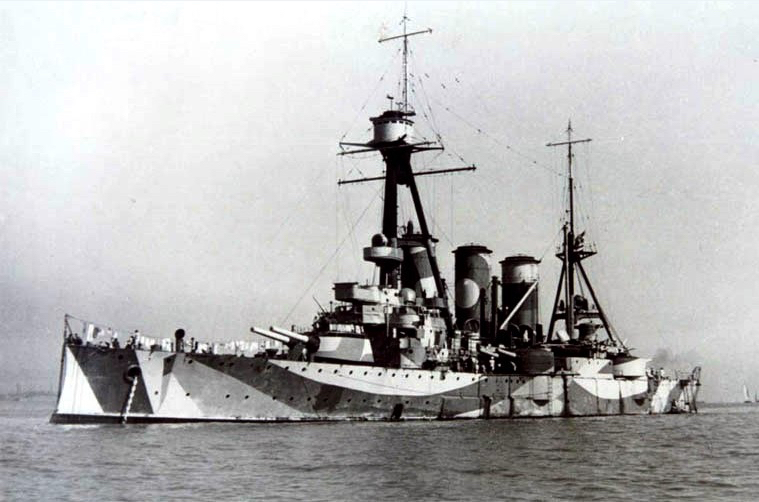
„Awerof” w kamuflażu wojennym, 1942 rok

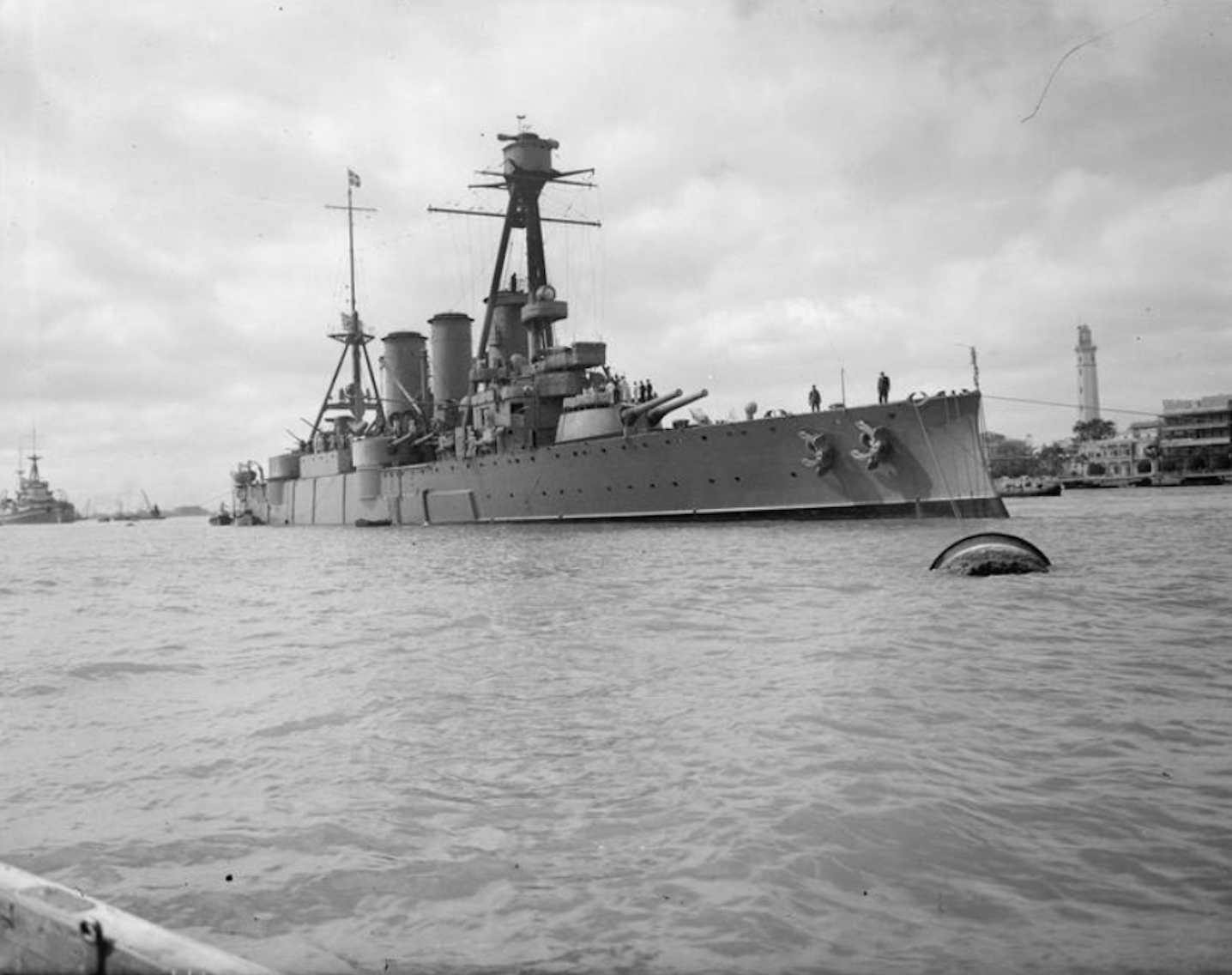
„Awerof” w Port Saidzie, luty 1943

Pomimo wieku jednostki i jej niewielkiej wartości bojowej, Brytyjczycy uznali, że może stanowić wystarczającą eskortę dla alianckich konwojów na Oceanie Indyjskim przed ewentualnymi atakami niemieckich krążowników pomocniczych działających jako rajdery. Między 3 a 10 września krążownik przebazował z Adenu do Bombaju, eskortując tam transportowiec „Devonshire”. Dowódcą był wtedy S. Matesis. Z uwagi na stan techniczny, zastosowanie krążownika ograniczyło się jednak do eskorty dwóch konwojów: BP-16 do cieśniny Ormuz 28 września – 1 października i BM-9B do Kolombo 22-28 grudnia 1941 roku. Między 9 a 15 stycznia 1942 roku odbył też jeden patrol bojowy w stronę Zatoki Perskiej. Został w tym czasie wyposażony w radar. Bazując w indyjskim Bombaju, w 1942 roku przepłynął 8850 mil morskich.
21 marca 1942 roku dowódcą został Nikolaos Petropoulos, który starał się doprowadzić do użycia okrętu w operacji bojowej, jednak wymagał on remontu, którego celowości nie widzieli Brytyjczycy. 11 kwietnia krążownik wypłynął na pierwsze od lat ćwiczenia artyleryjskie. Rotacje załogi i niewielkie wykorzystanie okrętu doprowadziły do spadku dyscypliny i 17 maja tego roku doszło do buntu części oficerów i załogi przeciwko nielubianemu dowódcy, znanego jako „powstanie bombajskie”, który doprowadził do procesów 46 członków załogi przed sądem wojskowym, ale też do zmiany dowódcy i końca planów wykorzystania bojowego. Między czerwcem a październikiem okręt był poddany częściowemu remontowi w doku i trzykrotnie wymieniono dowódców, ostatecznie na S. Matesisa. Na próbach po remoncie osiągnął prędkość 16,3 węzła, po czym 20 października opuścił Indie, w eskorcie niszczyciela „Panthir”. 
23 listopada 1942 roku okręt został zacumowany na stałe w Port Saidzie jako jednostka sztabowa marynarki greckiej i bateria przeciwlotnicza. Jego stan techniczny powodował, że nie nadawał się do użycia w akcji. Większość załogi krążownika zasiliła załogi okrętów, wydzierżawionych od Royal Navy. W 1944 roku, w związku z masowymi aresztowaniami wśród greckich oddziałów na Bliskim Wschodzie, których – jak uznano – większość znajdowała się pod wpływem antymonarchistycznej ideologii ELAS i z wynikłym w trakcie aresztowań buntem oddziałów i okrętów, Brytyjczycy wydali rozkazy, by w przypadku przyłączenia się załogi „Awerofa” do buntowników, zatopić okręt. Wraz z rozpoczęciem wycofywania się wojsk niemieckich z Grecji, krążownik został skierowany do transportu żołnierzy i sprzętu. 12 października 1944 roku wypłynął z Aleksandrii do Pireusu. W drodze przyjął na pokład rodzinę królewską oraz przedstawicieli rządu greckiego z premierem Papandreu. W nocy z 17 na 18 października okręt wpłynął do portu w Pireusie. Pozostawał w tym porcie przez kolejnych kilka miesięcy, pełniąc rolę pływającej baterii. W maju 1945 roku „Averof” przyjął kapitulację niemieckiego garnizonu na wyspie Rodos i na pozostałych wyspach Dodekanezu.

### Okres powojenny

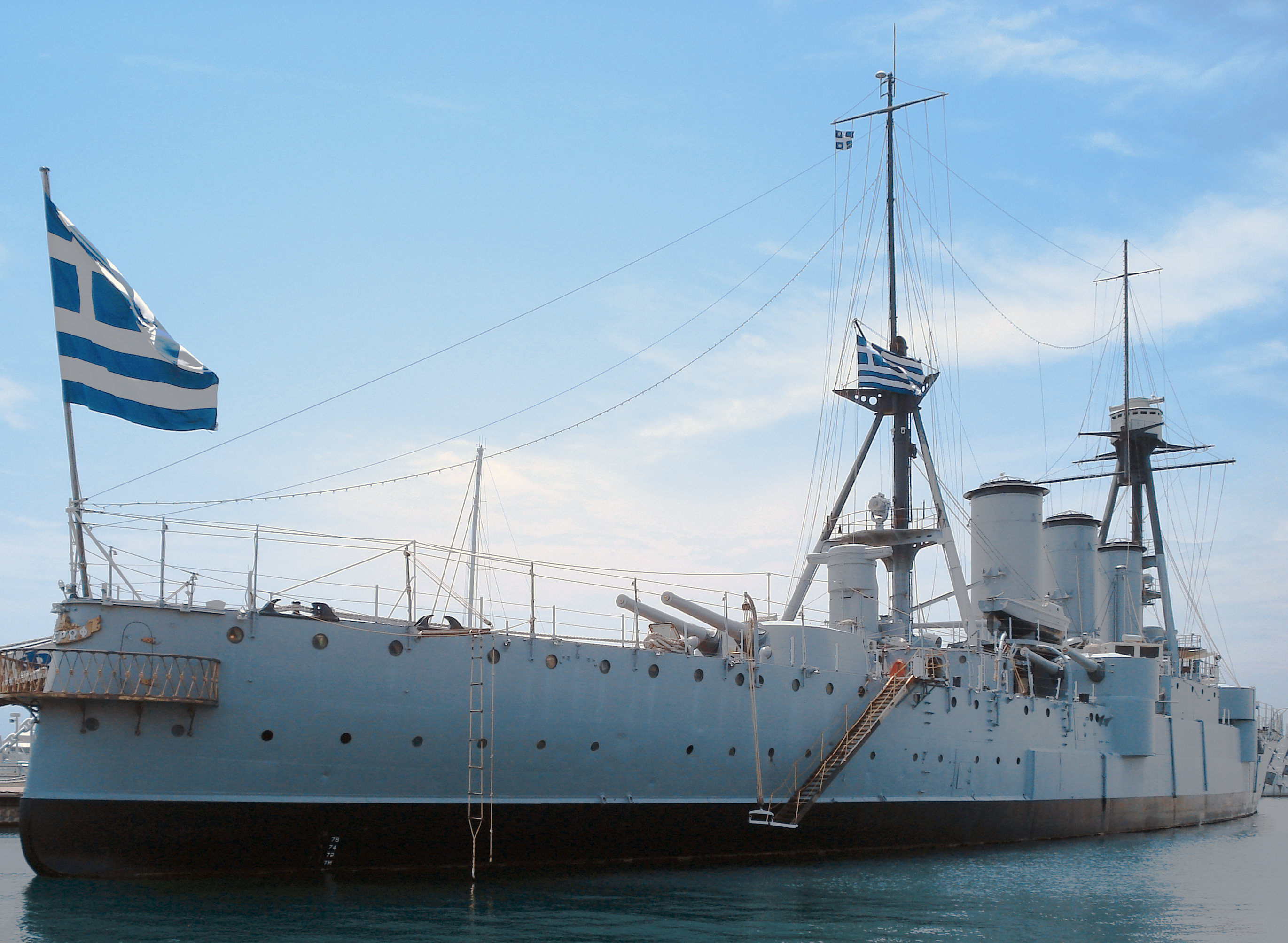
„G.Averof” jako okręt muzeum w 2007 roku

„G. Averof” został wycofany z czynnej służby w 1946 roku. Następnie do 1951 roku pełnił funkcję hulku sztabowego w stoczni marynarki w Salaminie. W 1951 roku został przeholowany do wybrzeży wyspy Poros, gdzie służył jako szkoła podchorążych. W 1952 roku powstał projekt przekształcenia starego krążownika w muzeum, jednak z braku funduszy nie podjęto działań w tym kierunku; rozważano też złomowanie. Dopiero w 1984 roku pierwszą renowację okrętu wykonała stocznia w Salaminie. Dzięki przeprowadzonej wśród społeczeństwa kampanii pozyskano niezbędne fundusze na generalny remont i odbudowę okrętu, który przeprowadziły w 1985 roku stocznie Nicholas Yard i Elefsis Yard. Okręt, choć uzbrojony jedynie w ciężką artylerię, został na stałe zacumowany w Paleo Faliro, niedaleko Pireusu, w sąsiedztwie eleganckiej mariny Flisvos, gdzie pełni rolę narodowej pamiątki. Okręt udostępniony jest zwiedzającym. Pomieszczenia admiralskie, szefów działów i mesa oficerska posiadają odtworzone wyposażenie z czasów, gdy okrętem i flotą grecką dowodził Pawlos Kunduriotis, admirał, późniejszy regent i prezydent Grecji.
W sąsiedztwie krążownika kotwiczą: historyczny żaglowiec szkolny „Evgenios Evgenidis”; najstarszy na świecie, zachowany w oryginalnym stanie, okręt kablowy „Talis Milisios”, własność Muzeum Morza Egejskiego; niszczyciel muzeum „Velos” (drugi tego imienia), a także wyslipowana jest zrekonstruowana triera „Olympias”, z czasów bitwy pod Salaminą. Kolejny remont krążownik przeszedł w stoczni w Skaramangas 26.04 -24.07.2017. Środki pieniężne zapewnił grecki armator Alexandros Goulandris, a po jego śmierci – jego spadkobiercy. W październiku 2017 okręt doprowadzono do portu w Salonikach, gdzie pozostał do 10.11.2017, uczestnicząc w obchodach serii wydarzeń z historii Grecji.
„Averof” był ostatnim krążownikiem pancernym, który wszedł do służby na świecie, i jest jedynym zachowanym okrętem tej klasy.